# Myron Worobec
Myron Worobec, ukr. Мирон Воробець (ur. 26 października 1944 w Strasshof an der Nordbahn, zm. 7 maja 2023 w O’Fallon) – amerykański piłkarz pochodzenia ukraińskiego, występujący na pozycji pomocnika.

## Kariera piłkarska

### Kariera klubowa
Jako dziecko wyjechał do USA. W latach 1962–1965 bronił barw NJIT Highlanders, a potem Newark Ukrainian Sitch, występującej w American Soccer League.

### Kariera reprezentacyjna
W 1967 rozegrał jeden mecz w barwach olimpijskiej reprezentacji USA.

## Sukcesy i odznaczenia

### Sukcesy klubowe
- wicemistrz American Soccer League: 1967

### Odznaczenia
- nagrodzony ASL MVP Award: 1967[3]